# The Adventures of Robin Hood
Dogodivščine Robina Hooda'' (slov. "Dogodivščine Robina Hooda") je ameriški pustolovski film, posnet leta 1938 v režiji Michaela Curtiza in Williama Keighleya, ki velja za najbolj znano adaptacijo legende o Robinu Hoodu, najslavnejši dosežek v filmografiji Erola Flynna, klasičnega pustolovskega žanra in enega komercialno najuspešnejših filmov predvojnega Hollywooda.
V filmu Flynn upodablja lik sira Robina iz Locksleyja, anglosaškega plemiča, ki se konec 12. stoletja upre anglonormanskemu plemstvu pod vodstvom princa Johna (katerega lik igra Claude Rains), ki kot izgovor za pobiranje odkupnine za svojega ugrabljenega brata, kralja Richarda I. Angleškega, zatira navadne ljudi z visokimi davki. Zgodba prikazuje, kako se Robin kot izobčenec odpravi v Sherwoodski gozd, kjer bo ropal bogate, da bi plen razdelil revnim.
"Dogodivščine Robina Hooda" je bil izjemno drag film, a tudi nenavaden za studio Warner Bros., katerega specialnost so bili gangsterski filmi in družbeno angažirane drame namesto zgodovinskih spektaklov. Uporaba barve je pomembno prispevala k visoki ceni. Kljub temu je film »Dogodivščine Robina Hooda« zlahka postal najbolj gledan film leta. Uspeh se pogosto pojasni z dejstvom, da je bila Flynnova partnerica Olivia de Havilland v vlogi Lady Marian, s katero je kasneje nastopila še v nekaj uspešnejših filmih.

## Vloge
- Errol Flynn ... Robin Hood, znan tudi kot Sir Robin iz Locksleyja
- Olivia de Havilland ... Maid Marian [Fitzwalter]
- Basil Rathbone ... Sir Guy iz Gisbourna
- Claude Rains ... Princ John
- Patric Knowles ... Will Scarlett
- Eugene Pallette ... Friar Tuck
- Alan Hale starejši ... Mali John
- Herbert Mundine ... Much
- Melville Cooper ... Visoki šerif Nottinghama
- Una O'Connor ... Bess
- Ian Hunter ... Kralj Richard Levjesrčni
- Montagu Love ... škof Črnih kanonikov
- Harry Cording ... Dickon Malbete
- Ivan F. Simpson ... lastnik gostilne Kent Road Inn
- Leonard Willey ... Sir Essex, podpornik princa Johna
- Robert Noble ... Sir Ralph, podpornik princa Johna
- Kenneth Hunter ... Sir Mortimer, podpornik princa Johna
- Robert Warwick ... Sir Geoffrey, podpornik princa Johna
- Colin Kenny ... Sir Baldwin, podpornik princa Johna
- Lester Matthews ... Sir Ivor, podpornik princa Johna
- Lionel Belmore ... Humility Prim, lastnik gostilne Saracens Head Inn
- Frank Hagney ... vojak
- Holmes Herbert ... lokostrelski duo
- Howard Hill ... Owen Valižan, Robinov tekmec na lokostrelskem turnirju
- Crawford Kent ... Sir Norbett, podpornik princa Johna
- Carole Landis ... gost na banketu
- Leonard Mudie ... mestni sel
- Reginald Sheffield ... turnirski sel
- Trigger ... Konj lady Marian [Opomba 1]

## Vanjske veze
- The Adventures of Robin Hood v IMDb
- The Adventures of Robin Hood Turner Classic Movies
- The Adventures of Robin Hood na Rotten Tomatoes (angleško)
- The Adventures of Robin Hood at Virtual History

[Kategorija:Zgodovinski dramski filmi]]

Seznam filmov Warner Bros. (1918–1999)
1. ↑  Roy Rogers je konja tako občudoval, da ga je kupil za uporabo v svojih filmih. Trigger je tako postal ena najbolj znanih živali v ameriškem šovbiznisu.